# Graeme Lowdon
Graeme Lowdon (ur. 23 kwietnia 1965 w Corbridge, Northumberland) – prezes brytyjskiego zespołu Virgin Racing w Formule 1.

## Życiorys
Graeme Lowdon pasjonował się motoryzacją jak jego ojciec, który posiadał kolekcję samochodów, książek i broszur reklamowych. Graeme Lowdon uczył się w szkole inżynierii, zyskał tytuł licencjata i magistra w dziedzinie inżynierii mechanicznej na Uniwersytecie w Sheffield. Na początku pracował w energetyce w północnej Anglii i Singapurze. Pracował dla zespołu IndyCar Series w Stanach Zjednoczonych. Po powrocie do Wielkiej Brytanii w 1996 roku założył firmę przemysłową On-line. Później Lowndon miał pierwszy kontakt z przedsiębiorstwem Virgin i jego właścicielem Richardem Bransonem. Po latach rywalizacji z Manor Motorsport dołączył do nich w 2000 roku. Na początku 2009 roku Lowdon chciał się rozwijać z Manor Motorsport, kiedy dowiedział się, że zespół ma opcję wejścia do Formuły 1. Graeme Lowdon pracował jako prezes zespołu Virgin Racing w Formule 1.